# الفاكهة المعجزة
الفاكهة المعجزة (الاسم العلمي: Synsepalum dulcificum)(بالإنجليزية: miracle fruit، miracle berry، miraculous berry)‏ هي نبات من عائلة السبوتيات (Sapotaceae) ، موطنه الأصلي في المناطق الاستوائية بأفريقيا. تشتهر هذه النبتة بثمارها التي -عند تناولها- تقوم بتحويل طعم الحموضة في الأطعمة (مثل الليمون) إلى نكهة حلوة. هذا التأثير يرجع إلى مادة الميراكيولين (Miraculin) . تشمل أسماؤها الشائعة: الفاكهة المعجزة، التوت المعجزةوفي غرب إفريقيا -حيث موطنها الأصلي- تُسمى: àgbáyun (بلغة اليوروبا )،   taami ، asaa ، و ledidi.
يحتوي التوت نفسه على نسبة منخفضة من السكر  وله نكهة حلوة خفيفة. يحتوي على مركب الميراكيولين (Miraculin)، وهو عبارة عن جليكوبروتين ، بروتين مع بعض سلاسل الكربوهيدرات.  عندما يتم تناول الفاكهة ، يرتبط هذا الجزيء ببراعم التذوق في اللسان، ما يجعل الأطعمة الحامضة حلوة.
عند درجة حموضة محايدة (هنا نتحدث عن الحموضة بمعنى كيميائي، المقصود أن الأس  الهيدروجيني=7، يعني: pH=7)، يرتبط الميراكيولين بالمستقبلات على اللسان ويسدها، ولكن عند درجة حموضة عالية (pH<7) (نتيجة لتناول الأطعمة الحامضة) يرتبط الميراكيولين بالبروتينات ويصبح قادرًا على تنشيط مستقبلات المذاق الحلو، ما يؤدي إلى إدراك الطعم الحلو.  يستمر هذا التأثير حتى يتم غسل البروتين بواسطة اللعاب (حتى حوالي 30 دقيقة). 
بالمناسبة، الفاكهة المعجزة والتوت المعجزة هي أسماء مشتركة مع نباتات أخرى، وهي: Gymnema sylvestre و Thaumatococcus daniellii ،  وهما نوعان آخران يضيفان حلاوة للأطعمة.

## تاريخ النبات
تم استخدامه في غرب أفريقيا لفترة طويلة من الزمن، وهه جزء من النظام الغذائي لشعب اليوروبا .  وقد استخدم آخرون هذه الفاكهة منذ القرن الثامن عشر على الأقل، عندما قدم المستكشف الأوروبي، شوفالييه دي مارشيه (Chevalier des Marchais) وصفًا لها ولاستخدامها. عندما كان دي مارشيه يبحث في غرب أفريقيا عن العديد من الفواكه المختلفة في رحلة عام 1725م لاحظ أن السكان المحليين يقطفون التوت من الشجيرات ويمضغونه قبل الوجبات.
في ثمانينيات القرن العشرين في الولايات المتحدة، جرت محاولة لتسويق الفاكهة لقدرتها على إخفاء المذاق غير الحلو على أنه حلو دون زيادة في السعرات الحرارية، لكن إدارة الغذاء والدواء صنفت التوت على أنه مادة مضافة إلى الأغذية وطلبت أدلة على أنه آمن.    لفترة من الزمن في سبعينيات القرن العشرين(من1970م إلى1980م)، كان بإمكان من يتبع حمية غذائية في الولايات المتحدة شراء أقراص ميراكيولين.  وقد سبب هذا الاهتمام إحياءً في فعاليات تذوق الطعام (food-tasting events، أو Degustation) حيث كان يأكل المتذوقون الأطعمة الحامضة والمرة، مثل الليمون والفجل والمخللات والصلصة الحارة والبيرة ، ثم يختبرون التغير الملحوظ إلى الحلاوة باستخدام الميراكيولين. 

## صفات النبات
شجيرة تنمو لارتفاع 1.8 متر وحتى 4.5 متر ولديها أوراق كثيفة.   طول أوراقها من 5 سم إلى 10 سم ، وعرضها من 2 سم إلى 3.7 سم، ملساء من الأسفل. تتجمع الأوراق في نهايات الفروع. زهورال بيضاء. الثمار حمراء اللون ، طولها 2سم. تحتوي كل ثمرة على بذرة واحدة بحجم حبة البن تقريبًا. 

## الزراعة

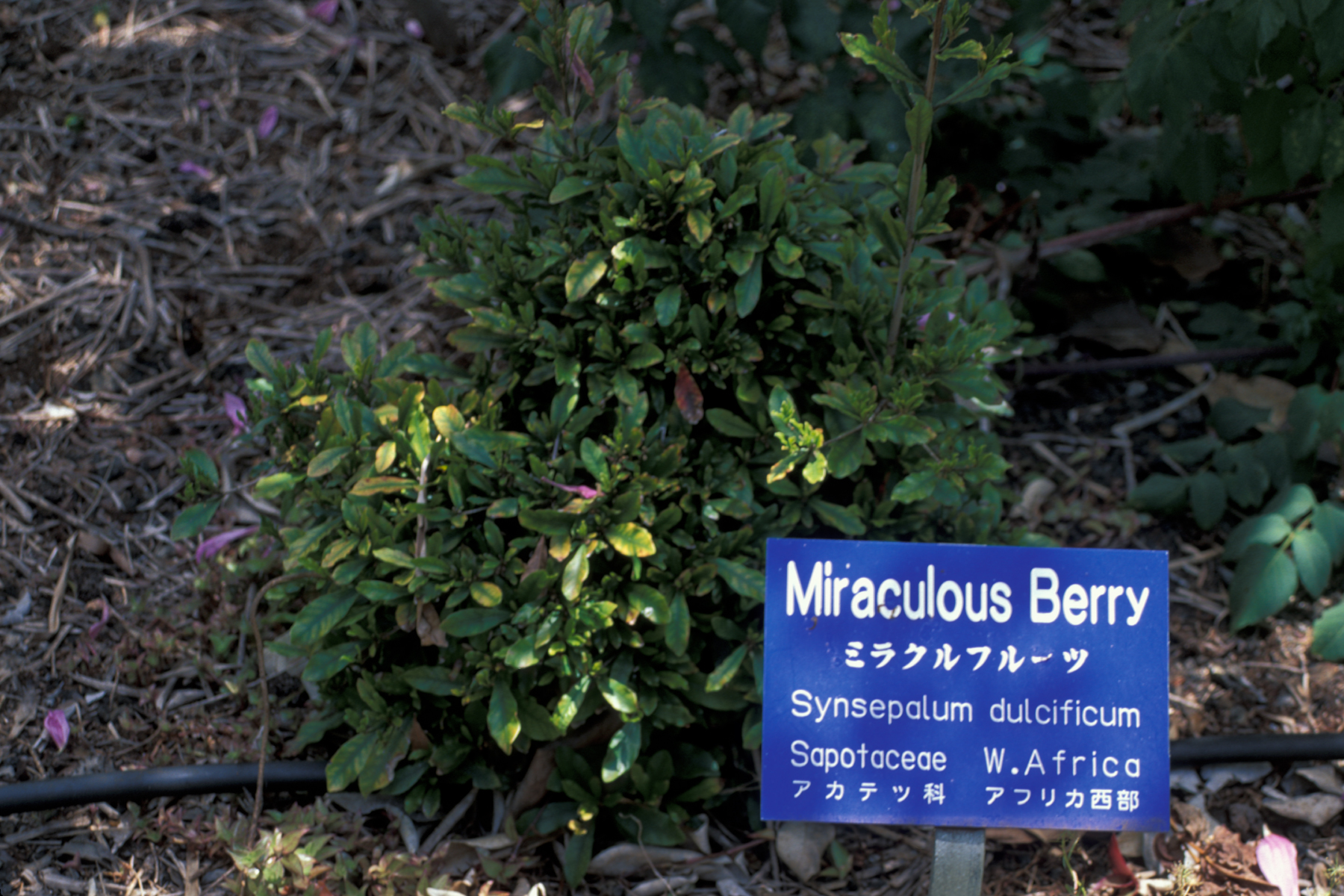
عينة صغيرة في حديقة نباتية

ينمو النبات بشكل أفضل في التربة ذات الأس الهيدروجيني المنخفض (الحموضة المرتفعة) من 4.5 إلى 5.8، في بيئة خالية من الصقيع، في ظل جزئي مع رطوبة عالية. فهو يتحمل الجفاف وأشعة الشمس الكاملة (المقصود هو أي موقع يتلقى أكثر من 6 ساعات من ضوء الشمس المباشر يوميًا) والمنحدرات (المقصود أن لديه القدرة على النمو والازدهار بشكل جيد حتى في الأراضي المنحدرة). 
تحتاج البذور إلى 14 إلى 21 يومًا لتنبت. يُفضَّل ترك مسافة 4متر بين النباتات. 
تنتج النباتات الثمار لأول مرة بعد نموها لمدة تتراوح بين 3 إلى 4 سنوات،  وتنتج محصولين في العام، بعد نهاية موسم الأمطار . ينتج هذا النبات الدائم الخضرة ثمارًا صغيرة حمراء اللون، في حين ينتج زهورًا بيضاء لعدة أشهر من السنة.
في أفريقيا، تتعرض الأوراق للهجوم من قبل يرقات حرشفيات الأجنحة (lepidopterous larvae) ، وتعشعش فيها يرقات ذباب الفاكهة، كما تم العثور على فطر Rigidoporus microporus على هذا النبات. 
تم تطوير طماطم معدلة وراثيًا في مشاريع بحثية لإنتاج الميراكيولين .  

## الاستخدامات والتنظيم
في غرب أفريقيا الاستوائية -حيث نشأ هذا النوع- يتم استخدام لُب الفاكهة لتحلية نبيذ النخيل (والمعروف أيضًا باسم: اللاقبي أو اللاقمي) .  تاريخيًا، تم استخدامه أيضًا لتحسين نكهة خبز الذرة المخمر،  كما تم استخدامه كمحلي للعديد من المشروبات والأطعمة، مثل: البيرة (الجعة) والكوكتيلات والخل والمخللات . 
منذ عام 2011، فرضت إدارة الغذاء والدواء الأمريكية حظراً على استيراد Synsepalum dulcificum (تحديداً بسبب الميراكيولين) من موطنه الأصلي في تايوان ، حيث أعلنته "محلياً غير قانوني وغير معلن"، ومع ذلك فإن الحظر لا ينطبق عندما يتم استيراده من بلدان أخرى. 
في عام 2021، حصلت شركة (.Baïa Food Co) في إسبانيا على إذن لطرح التوت المعجزة المُجفف في السوق في الاتحاد الأوروبي. 

## روابط خارجية
- حقائق عن الفاكهة المعجزة من مزارعي الفاكهة النادرة في كاليفورنيا (بالإنجليزية)

1. Wiersema، John Harry؛ León، Blanca (1999). World Economic Plants: A Standard Reference. CRC Press. ص. 661. ISBN:0-8493-2119-0.
2. Peter Hanelt، المحرر (2001). Mansfeld's encyclopedia of agricultural and horticultural crops. Springer. ج. 2. ص. 1660. ISBN:3-540-41017-1. مؤرشف من الأصل في 2016-06-04.
3. James A. Duke, Judith L. DuCellier، المحرر (1993). CRC handbook of alternative cash crops. CRC Press. ص. 433–434. ISBN:0-8493-3620-1. مؤرشف من الأصل في 2023-10-24.
4. John C. Roecklein, PingSun Leung، المحرر (1987). A Profile of economic plants. Transaction Publishers. ص. 412. ISBN:0-88738-167-7. مؤرشف من الأصل في 2023-10-24.
5. Bascom، William R. (يناير 1951). "Yoruba Food". Africa. Cambridge University Press. ج. 20 ع. 1: 47. DOI:10.2307/1156157. JSTOR:1156157. S2CID:149837516.
6. Plant inventory. United States Department of Agriculture. ج. 58: Seeds and plants imported. 1919. ص. 42. مؤرشف من الأصل في 2023-10-24.
7. Levin، Rachel B. (23 يونيو 2009). "Ancient Berry, Modern Miracle: The Sweet Benefits of Miracle Fruit". thefoodpaper.com. مؤرشف من الأصل في 2009-08-10. اطلع عليه بتاريخ 2009-08-20.
8. McCurry، Justin (25 نوفمبر 2005). "Miracle berry lets Japanese dieters get sweet from sour". The Guardian. London. مؤرشف من الأصل في 2013-08-29. اطلع عليه بتاريخ 2008-05-28.
9. Koizumi A، Tsuchiya A، Nakajima K، Ito K، Terada T، Shimizu-Ibuka A، Briand L، Asakura T، Misaka T، Abe K (2011). "Human sweet taste receptor mediates acid-induced sweetness of miraculin". Proc. Natl. Acad. Sci. U.S.A. ج. 108 ع. 40: 16819–24. DOI:10.1073/pnas.1016644108. PMC:3189030. PMID:21949380.
10. Park، Madison (25 مارس 2009). "Miracle fruit turns sour things sweet". CNN. مؤرشف من الأصل في 2009-03-27. اطلع عليه بتاريخ 2009-03-25.
11. Mangold، Tom (28 أبريل 2008). "Sweet and sour tale of the miracle berry". The Week. مؤرشف من الأصل في 2011-11-16. اطلع عليه بتاريخ 2011-10-31.
12. "The miracle berry". BBC. 28 أبريل 2008. مؤرشف من الأصل في 2008-05-01. اطلع عليه بتاريخ 2008-05-28.
13. Rowe، Aaron (7 ديسمبر 2006). "Super Lettuce Turns Sour Sweet". Wired Magazine. مؤرشف من الأصل في 2008-08-31. اطلع عليه بتاريخ 2008-07-22.
14. Farrell، Patrick؛ Kassie Bracken (28 مايو 2008). "A Tiny Fruit That Tricks the Tongue". نيويورك تايمز. مؤرشف من الأصل في 2008-06-12. اطلع عليه بتاريخ 2008-05-28.
15. Inglett، G. E.؛ Dowling، B.؛ Albrecht، J. J.؛ Hoglan، F. A. (1965). "Taste Modifiers, Taste-Modifying Properties of Miracle Fruit (Synsepalum Dulcificum)". Journal of Agricultural and Food Chemistry. ج. 13 ع. 3: 284–287. DOI:10.1021/jf60139a026.
16. Inglett، G. E.؛ May، J. F. (1968). "Tropical plants with unusual taste properties". Economic Botany. ج. 22 ع. 4: 326–331. DOI:10.1007/BF02908127. S2CID:44903479.
17. Hirai، Tadayoshi؛ Go Fukukawa؛ Hideo Kakuta؛ Naoya Fukuda؛ Hiroshi Ezura (2010). "Production of Recombinant Miraculin Using Transgenic Tomatoes in a Closed Cultivation System". Journal of Agricultural and Food Chemistry. ج. 58 ع. 10: 6096–6101. DOI:10.1021/jf100414v. ISSN:0021-8561. PMID:20426470.
18. Sun، Hyeon-Jin؛ Hiroshi Kataoka؛ Megumu Yano؛ Hiroshi Ezura (2007). "Genetically stable expression of functional miraculin, a new type of alternative sweetener, in transgenic tomato plants". Plant Biotechnology Journal. ج. 5 ع. 6: 768–777. DOI:10.1111/j.1467-7652.2007.00283.x. ISSN:1467-7644. PMID:17692073.
19. Oliver-Bever، Bep (1986). Medicinal plants in tropical West Africa. Cambridge University Press. ص. 266. ISBN:0-521-26815-X. مؤرشف من الأصل في 2023-10-24.
20. Farrell P، Bracken K (28 مايو 2008). "A Tiny Fruit That Tricks the Tongue". The New York Times. مؤرشف من الأصل في 2025-03-13. اطلع عليه بتاريخ 2016-05-17.
21. "Synsepalum dulcificum Import Alert 45-07; Taiwan". US Food and Drug Administration. 5 فبراير 2018. مؤرشف من الأصل في 2025-03-27. اطلع عليه بتاريخ 2018-02-09.
22. foodnavigator.com (15 Jun 2021). "Baïa Food eyes 'untapped' potential of 'Dried Miracle Berries' in sugar reduction after Novel Foods approval". foodnavigator.com (بالإنجليزية البريطانية). Archived from the original on 2024-09-09. Retrieved 2022-08-29.